# Randers
Randers es una ciudad en el municipio homónimo, dentro de la región de Jutlandia Central, en Dinamarca. Con una población de 64 128 habitantes en 2024, es la sexta ciudad más grande de Dinamarca. 
El municipio de Randers agrupa 95.756 habitantes (2012). El municipio también forma parte del área metropolitana del este de Jutlandia, la cual comprende 1,2 millones de personas.
Randers es el único puerto natural sobre un río de Dinamarca, asentado sobre las márgenes del río Guden, a unos 10 km de su desembocadura en el fiordo de Randers, y a unos 160 km al oesnoroeste de Copenhague. Esta ubicación ha tenido gran importancia desde el punto de vista del negocio marítimo. Las barcas transportaban mercancías de exportación hacia Randers por el río Guden y el río Nørreå desde Silkeborg y Viborg. A su regreso las barcas transportaban bienes importados.
Una gran zona de influencia agrícola y buenos accesos por tierra y agua permitieron que Randers se convirtiera en un dinámico centro de comercio. Famosa por los numerosos caminos que convergen en ella, la ciudad ha recibido el apelativo popular que dice, "Donde las vías navegables convergen en trece caminos" ("Hvor søvejen møder de 13 landeveje").
Randers forma parte de una zona denominada Kronjylland ("Jutlandia de la Corona") y sus habitantes son llamados kronjyde ("jutlandeses de la corona"), probablemente a causa de las grandes extensiones de tierra que el rey tenía allí. El término kronjyde fue inicialmente utilizado por los poetas daneses hacia 1750. Nikolai Frederik Severin Grundtvig (1783-1872) y Hans Christian Andersen (1805-1875), y especialmente el premio Nobel Henrik Pontoppidan (1857-1943), quien había nacido en Randers, utilizaba este término.

## Historia
El nombre de la ciudad es mencionado hacia 1080-1086 como Randeros o Randros. Su etimología proviene de la raíz nórdica rand: "límite, frontera", y posiblemente del danés antiguo rusæ: "montón de piedras".
Los orígenes de Randers se remontan al siglo XI, aunque existen restos arqueológicos que provienen de la época de los vikingos. Canuto IV de Dinamarca (ca. 1043-1086), también conocido como Canuto el Santo, y santo patrono de Dinamarca, acuñó monedas en el pueblo hacia 1080. Los campesinos de Randers se alzaron en su contra y se opusieron a sus planes de atacar Inglaterra. Este alzamiento determinó la muerte de Canuto.
Randers estuvo fortificada gran parte de la Edad Media. Actualmente, sin embargo, lo único que ha perdurado de la antigua ciudad amurallada es el nombre alusivo de las calles. Estas calles se encuentran organizadas según un patrón circular, presumiblemente siguiendo el trazado de las antiguas murallas. Entre los nombres de las calles se encuentran Østervold ("pared defensiva del este), Nørreport ("puerta del norte"), Vestervold ("pared defensiva del oeste), y Lille Voldgade (calle de la pequeña pared defensiva").
Una crónica escrita en el monasterio de Essenbæk, al sureste de la ciudad, habla de un incendio que destruyó Randers en la Edad Media. Se sabe que la ciudad fue destruida por fuego y vuelta a reconstruir en tres ocasiones, una de ellas en 1246, cuando fue incendiada por tropas del duque Abel (posteriormente rey Abel I de Dinamarca), en la guerra que sostuvo contra su hermano Erico IV. En 1302 Randers obtuvo privilegios de ciudad comercial (købstad) por parte del rey Erico VI.
Durante la Edad Media hubo tres iglesias parroquiales y tres monasterios, estos fueron el monasterio de Nuestra Señora (Orden Benedictina), el de San Francisco y el del Espíritu Santo (este último contaba con un hospital para pobres). Hubo también un asilo de leprosos encomendado a San Jorge.
En una calle del centro de la ciudad hay una casa donde la tradición señala que el héroe nacional danés Niels Ebbesen, en 1340, asesinó al conde Gerardo III de Holstein, quien controlaba gran parte de Jutlandia durante el período de interregno en Dinamarca. Esta acción llevó a la insurrección general contra los alemanes. Una estatua en memoria de Ebbesen se encuentra frente al ayuntamiento.
En 1350, una vez que Valdemar IV había reunido al país bajo su égida tras el fin del control alemán, Randers fue fortificada, y llegaría a ser conocida como Randershus ("fortaleza de Randers"). La ciudad fue tomada por nobles descontentos en 1357, pero en 1359 Valdemar la recuperó tras un asedio.
En 1534 los campesinos rebeldes encabezados por Skipper Clement trataron de asaltar la ciudad, pero fueron rechazados por las murallas.
Durante el reinado de Cristián III (1536-1559) las instalaciones defensivas de la ciudad fueron mejoradas y se construyeron fosos alrededor de todo su perímetro. Con Cristián III llegó la reforma protestante y el antiguo monasterio franciscano fue remodelado para servir de residencia de la reina consorte Dorotea de Sajonia-Lauemburgo. El castillo sería conocido como Dronningborg ("castillo de la reina"), y perduraría hasta la primera mitad del siglo XVIII, cuando fue desmantelado. Los demás monasterios e iglesias fueron demolidos, a excepción del hospital del Espíritu Santo y de la iglesia de San Martín.
En la primera mitad del siglo XVII se construyeron varias mansiones para los comerciantes ricos de la ciudad, que poseían en el puerto fluvial una importante flota mercante que navegaba alrededor del mundo. Varias de esas casas, la mayoría de entramado de madera, aún existen en la ciudad actual. El retroceso económico que sufrió Dinamarca tras las guerras contra Suecia también se dejó sentir en Randers. La ciudad se recuperó en la segunda mitad del siglo XVIII con un impulso en el comercio de cereales y la flota mercante, y para 1801 Randers era la principal ciudad de Jutlandia. Otro factor importante en este crecimiento fue la posición de Randers como sede de un representante del rey y de un regimiento de dragones.
En el siglo XIX el crecimiento de Randers fue relativamente bajo, a pesar de la llegada de la industrialización y el asentamiento de algunas fábricas importantes. Con la llegada del ferrocarril en 1860 y el aumento de tamaño de los barcos mercantes, a los que resultaba difícil maniobrar en un puerto fluvial como el de Randers, ésta fue desplazada en tamaño e importancia por otras ciudades de Jutlandia, como Aarhus, Aalborg y durante algún tiempo Horsens. En la segunda mitad del siglo XIX Randers desbordó sus límites medievales, hasta entonces restringida al curso norte del río Guden, y se expandió hacia los cuatro puntos cardinales. Las industrias se concentraron en la zona del puerto, si bien también surgieron algunas en la periferia. En la década de 1930 Randers fue una de las primeras ciudades danesas en ser sometidas a una reorganización urbana, con calles peatonales en el centro de la ciudad y ensanchamiento de otras vialidades para mejorar el tráfico.

## Geografía
Randers, es el único puerto fluvial natural de Dinamarca, está a orillas del río Guden (Gudenå), cerca de 6 millas (10 km) por encima de la su desembocadura en el fiordo de Randers. Por carretera esta de 38,5 kilómetros (23,9 millas) al norte de Aarhus, 43,8 kilómetros (27,2 millas) al este de Viborg, el 80,2 kilómetros (49,8 millas) al sur de Aalborg y 224 kilómetros (139 millas) al noroeste de Copenhague. Hay varias áreas boscosas en Randers, incluyendo Skovbakken, al noreste del centro, la Tøjhushaven, al norte de la zona del puerto, y Ladegårdsbækken, una estrecha franja de bosque al este del hospital. Dronningborg Skov, en la pedanía de Dronningborg, está situado en los suburbios del noreste de la ciudad, y Henriettelund encuentra en el suburbio suroeste de Vorup.
Los suburbios de Randers incluyen Dronningborg, Helsted, Kristrup, Neder Hornbæk, además de Hornbæk, Paderup, Romalt, y Vorup. El municipio cubre un área de 748,21 kilómetros cuadrados (288,89 sq mi). Los asentamientos cercanos incluyen Albæk Asferg, Assentoft, Dalbyover, Fårup, Gassum, Gimming, Gjerlev, Hald, Harridslev, Haslund, Havndal, Helstrup, Horning, Langå, Lem, Linde, Mejlby, Mellerup, Rasted, Spentrup, Stevnstrup, Sønderbæk, Tvede, tanum, Udbyhøj Vasehuse, Uggelhuse, Værum, alumbre, Øster Bjerregrav, y Øster Tørslev. 

## Clima
El clima en esta zona tiene diferencias leves entre altos y bajos, y hay grandes precipitaciones al año. El clima de Randers es oceánico.

## Economía
La amplia vasta zona agrícola, y un buen transporte por tierra y por agua, ayudaron a hacer de Randers un centro dinámico para el comercio. Esta ubicación ha tenido una gran importancia para el comercio por mar.
El puerto, cerca de la ciudad tiene sólo 7 pies y medio (2.3 m) de agua, pero tiene un buen astillero; y, a cierta distancia por debajo, en la desembocadura del fiordo, hay otro puerto con 9 a 10 pies (3.0 m) de agua, y carreteras con buen anclaje de 4 a 5 brazas (24 a 30 pies; 7 a 9 m). Randers es importante militarmente, y puede acoger de 10.000 a 15.000 hombres en la ciudad y su barrio, en una posición que no podría fácilmente ser invadido. 
El Hotel Randers contiene el Café Mathiesen, con decoración en blanco y negro que evoca la época del art déco. El restaurante Niels Ebbesens Spisehus sirve cocina danesa: como el arenque o el filete a la pimienta.

## Ciudad
El Zoo tropical de Randers, es la principal atracción turística de Randers, siendo la selva tropical artificial más grande de Europa del Norte, con cerca de 350 diferentes tipos de plantas y más de 175 especies de animales, muchos de los cuales deambulan libres bajo sus tres cúpulas geodésicas: la Cúpula de América del Sur, la de África y Asia. Además existen áreas denominadas "El jardín de la serpiente" y el Acuario. La organización ha estado involucrada en la restauración de los humedales locales en Vorup Meadow (Vorup Enge), una gran zona en el lado suroeste del río Guden. También de la nota es Kejsergården y Underværket, un innovador centro de negocios multi-étnica y cultural. 

### Iglesias y casas
La Iglesia de Saint Mortens data del siglo 15. Helligåndshuset, que significa "Casa del Espíritu Santo", dada la reputación que una vez fue parte de un monasterio, también data del siglo 15 como lo hace Paaskesønnernes, de tres plantas casa de ladrillo rojo. El Castillo de Clausholm, situado a unos 12 kilómetros (7,5 millas) al sureste de Randers es uno de los mejores edificios barrocos de Dinamarca. 

### Museos
Randers es la sede del Museo de Arte de Randers, Museo de Historia Cultural, Danish Design Museum y Graceland Randers.

## Deporte
El equipo de fútbol local, el Randers FC ("Randers FC (RFC)"), juega en la primera liga de Dinamarca, la Superliga de Dinamarca. Su tierra natal es el AutoC Park de Randers. 
El equipo de rugby de la ciudad es el Jylland RLFC, que fue el primer club de la liga de rugby fundado en Jutlandia y el segundo de toda Dinamarca, sólo por detrás del Copenhague RLFC. 

## Salud
En la ciudad se encuentra el Regionshospitalet Randers, el hospital local de Randers.

## Transporte

### Ferrocarril
Randers posee una importante estación de tren. Se encuentra en la línea ferroviaria de Aarhus-Aalborg y ofrece servicios de InterCity directos a Copenhague y Frederikshavn y los servicios de trenes regionales a Aarhus y Aalborg. 

## Gente notable
- Emmelie de Forest, cantante y compositora, ganadora del Festival de Eurovisión 2013 en Malmö, Suecia.
- Henrik Pontoppidan, poeta.

## Hermanamientos
Las siguientes ciudades están hermanadas con Randers:
- Akureyri, Islandia
- Ålesund, Noruega
- Lahti, Finlandia
- Västerås, Suecia
- Jelenia Góra, Polonia